# Catedral de Campeche
La catedral de Campeche, dedicada a Nuestra Señora de la Purísima Concepción, se ubica dentro de la ciudad fortificada de Campeche, declarada Patrimonio Cultural de la Humanidad. Es la iglesia principal de la Diócesis del mismo nombre, sede del obispado. Está enclavada frente a la plaza de la Independencia de la ciudad. El rango de catedral le fue otorgado en 1895 por el papa León XIII. Pertenece a la diócesis de Campeche.
Es un edificio de estilo barroco y con rasgos del neoclásico, famosa por resguardar en su interior figurillas de arte sacro, destacándose un monumento denominado "El Santo Entierro" que representa un ataúd con la figura de Cristo y que durante el Viernes Santo es llevado por las principales calles de la ciudad.

## Antecedentes
El 8 de diciembre de 1526, el emperador de España Carlos V, otorgó a Francisco de Montejo la autorización para conquistar y poblar la provincia de Yucatán, otorgándole el título de El Adelantado. Conmemorando este hecho en 1540, su hijo Francisco de Montejo y León "el Mozo" mandó construir en la Villa de San Francisco de Campeche una pequeña iglesia en honor de la Virgen de la Purísima Concepción. La construcción, que estuvo hecha a base de cal, canto y techo de palma, fue remodelada y ampliada hacia 1650.
El 4 de agosto de 1758, por iniciativa del sacerdote Manuel José Nájera, se amplió y remodeló nuevamente esta iglesia finalizándose los trabajos el 22 de octubre de 1760 con la construcción de la capilla anexa que se encuentra bajo la advocación de Nuestro Padre Jesús Nazareno y de la torre-campanario del lado mar llamada "La Española", donde se colocó el primer reloj público y un escudo español labrado en piedra que ocupaba el centro, mismo que fue mandado a destruir después de la Independencia de México.
Finalmente, entre los años de 1849 y 1850, se construyó la torre del lado tierra conocida como "La Campechana" donde, en el año de 1916, se instaló un reloj de cuatro carátulas luminosas, de la casa relojera "Centenario".
Esta parroquia fue consagrada en 1833 por el obispo de Yucatán, José María Guerra, -único campechano elevado a ese cargo y  quien recibió en bautismo en el mismo templo, cuando era un infante-. Posteriormente para 1895 el papa León XIII erigió la diócesis de Campeche, elevándose el rango de la parroquia al de catedral.

## Descripción del edificio

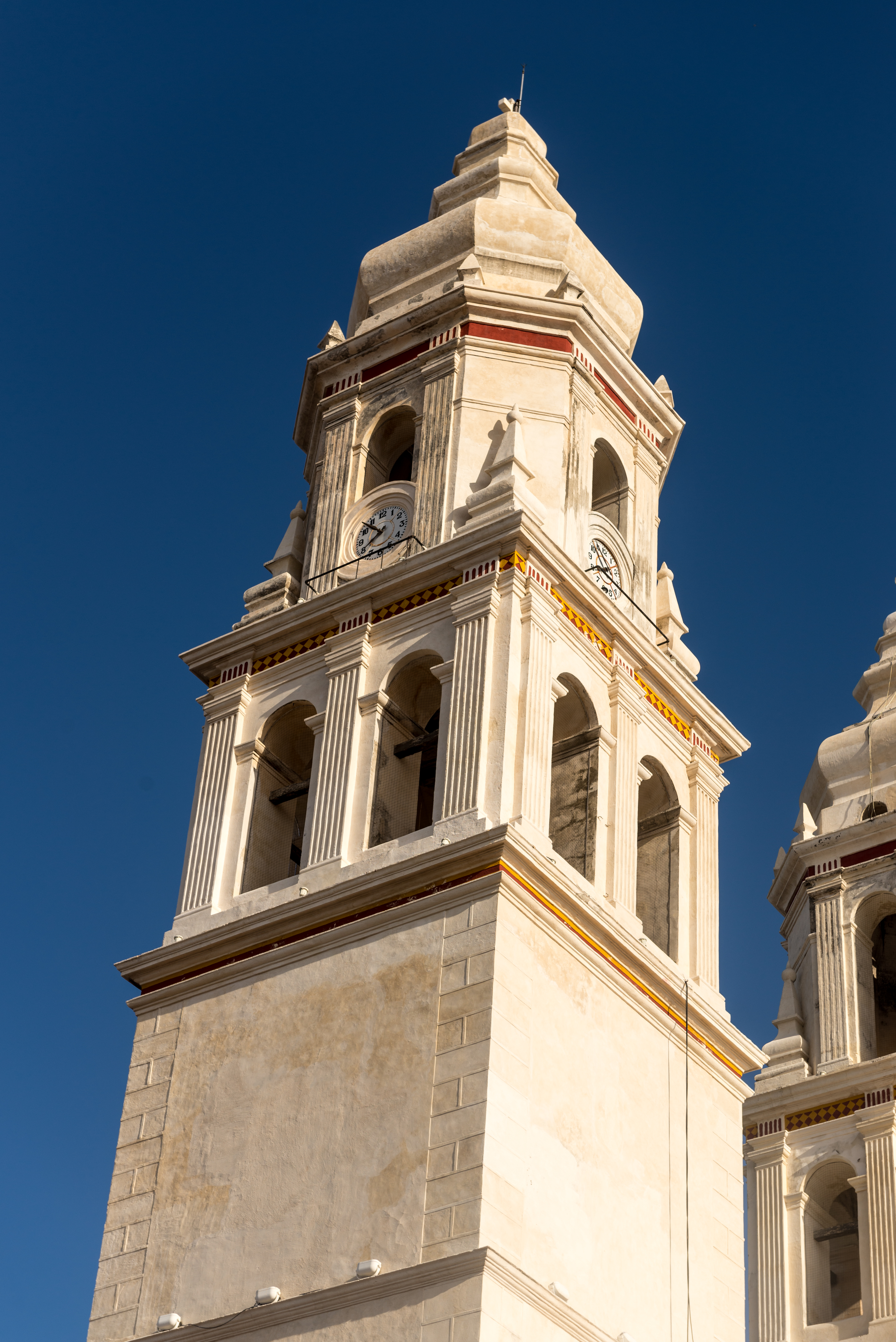
Detalle de la torre sur

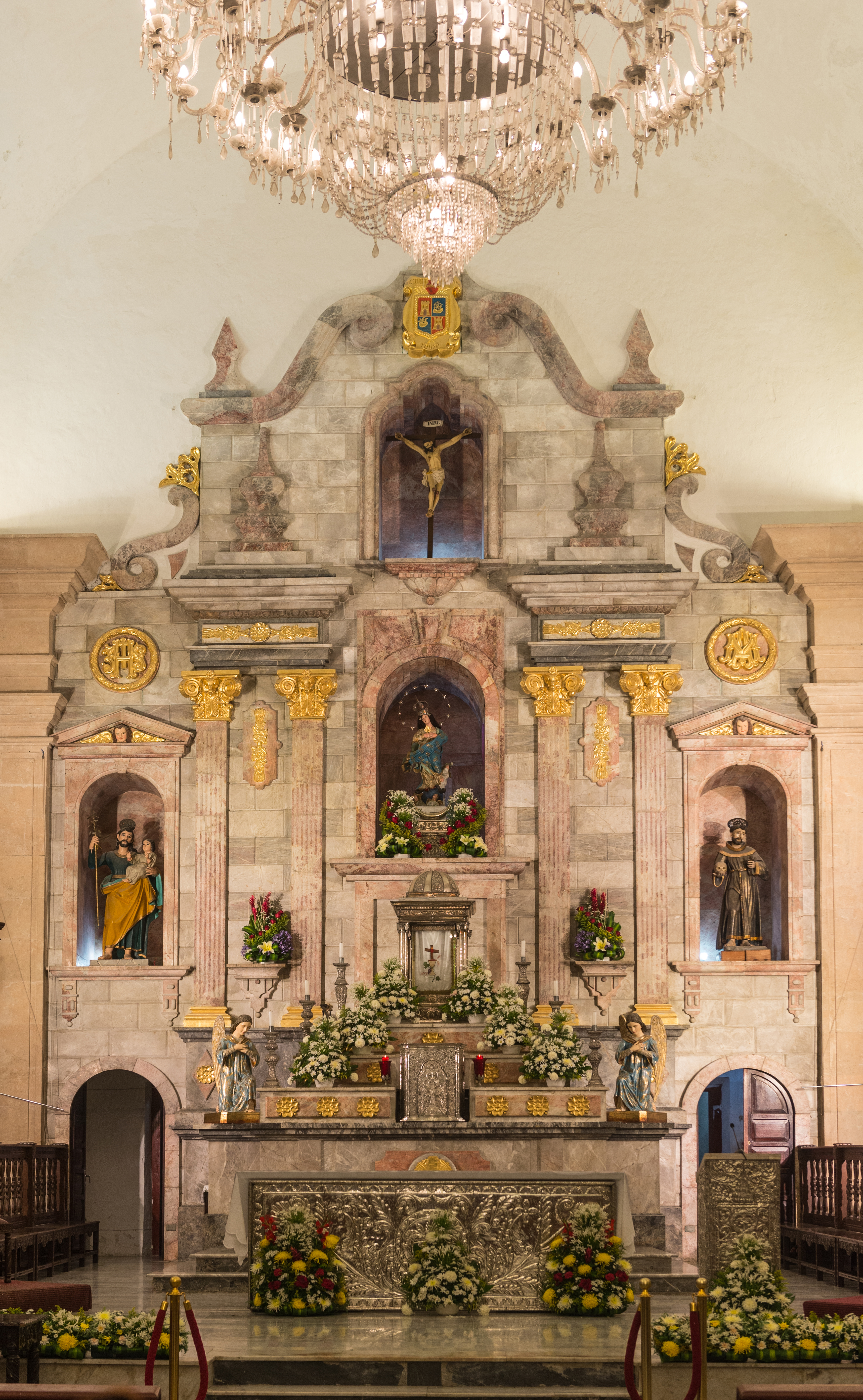
Detalle del atrio

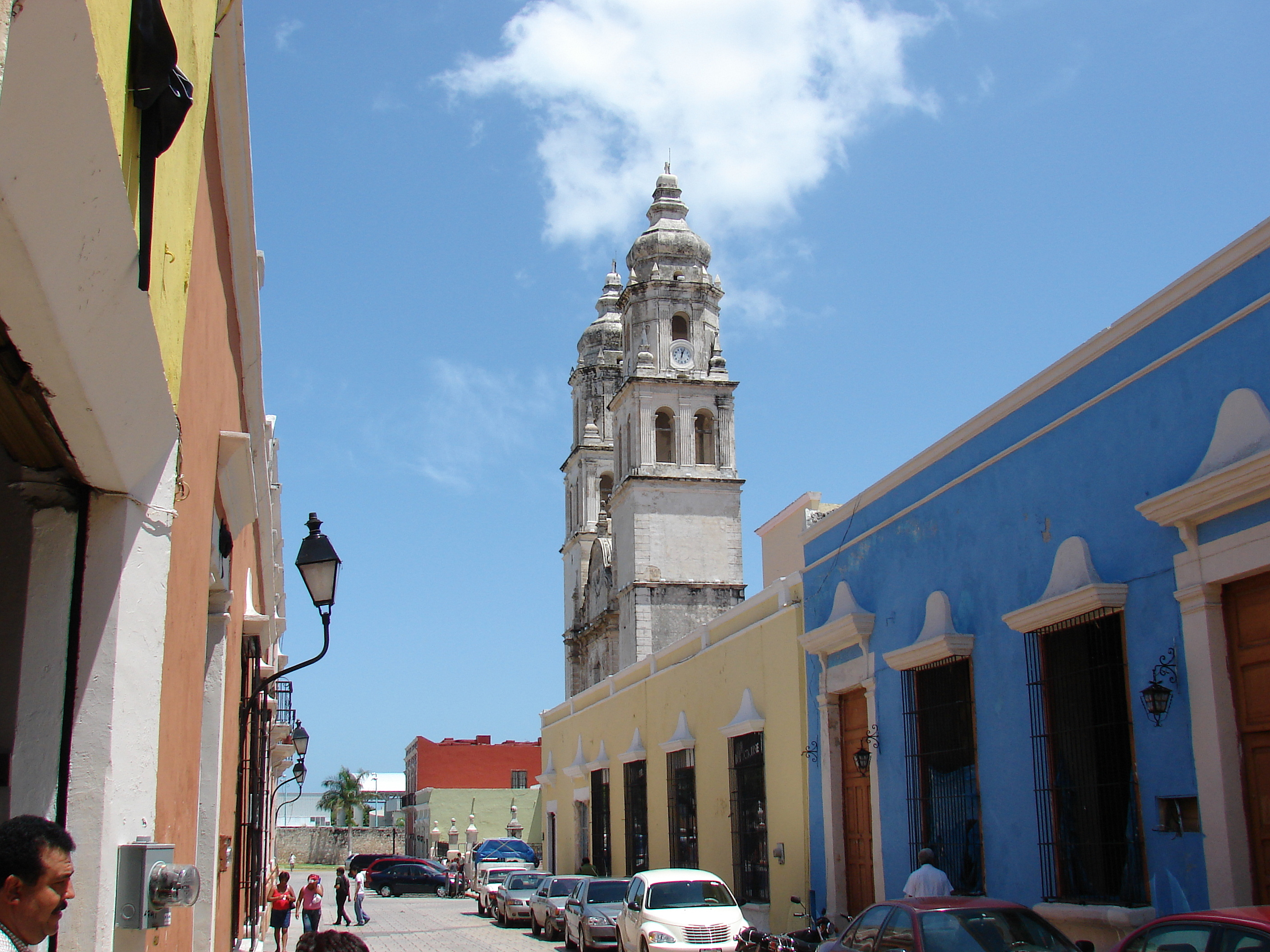
Vista de las torres de la catedral de Campeche desde la Calle 12 del centro de Campeche.

El exterior tiene una decoración de estilo neoclásico. Cuenta con una sola nave de planta en forma de cruz y dividida por medio de arcos de cantera en seis tramos. En el último arco del recinto se forma el crucero con cúpula octagonal sobre la cual descansa una linternilla.
Al fondo de la nave se encuentra el presbiterio con dos sedes: la obispal de lado izquierdo con un dosel superior y una parroquial ubicada de lado derecho; ambas sedes se encuentran custodiadas por dos sedes adicionales para los sacerdotes concelebrantes. En cada lado del Presbiterio se ubican doce sedes más, seis a la derecha y seis a la izquierda, en alusión a los Doce Apóstoles de Jesús, utilizados durante cultos importantes, especialmente de Semana Santa.
Sobre el presbiterio se encuentra el Altar Mayor en forma de pirámide y decorada con rosetones dorados, con dos  ángeles místicos en posesión de adoración que remplazaron dos grandes lámparas antropomorfas que representan querubines que actualmente se exhiben en el museo anexo y sobre la cúspide un antiguo tabernáculo de plata que data del siglo XVIII, donado a la parroquia en 1821 por  la señora Josefa de la Fuente de Borreiro y que era usado por su familia durante las fiestas del Corpus Christi.
Antiguamente existía como  altar mayor  un ciprés de madera pintada al óleo en blanco con algunos detalles dorados y en cuya cúspide se encontraba una escultura representando a la fe.
Al fondo se observa el altar o retablo de los Santos, construido de mármol rosa y grisáceo el cual consta de tres cuerpos. El inferior con dos puertas que dan paso del presbiterio a la sacristía. El segundo cuerpo está formado por tres nichos con las figuras de los santos patronos de la ciudad: a la izquierda San José, al centro la Virgen de la Concepción y a la derecha san Francisco de Asís. El tercer cuerpo está compuesto por un solo nicho con un Cristo crucificado. Remata el cuerpo un decorado de mármol en forma de crucifijo a cuyos pies se observa el escudo de armas de la ciudad.
A la derecha del presbiterio se encuentra la capilla del Santísimo, con un sagrario de plata y decorada a sus extremos con figuras querubines y a los lados con retablos menores de Santos. En el lado opuesto se encuentra la pequeña capilla del coro, decorada con nichos de diversos Santos y destacándose la imagen de la Virgen de Guadalupe.
Los pisos del templo son de mármol blanco y negro y el frente de la plataforma del presbiterio, así como el zoclo de los muros, están cubiertos con azulejos de la ciudad de Puebla

### El Coro y el Baptisterio
Al otro extremo sobre la puerta principal, está el viejo coro formado por un balcón de madera; en la parte inferior cerca de la puerta, se encuentra la pequeña capilla del baptisterio sacada del espesor del muro y decorada con una imagen del "Bautizo de Jesús por Juan Bautista", que actualmente se encuentra muy deteriorada.

### La fachada
Hecha a base de piedra bien labrada, presenta una portada flanqueada por los campanarios conocidos como "La Campechana" y "La española". La portada consta de dos cuerpos enmarcados por dos pilastras estriadas sobre pedestales y terminadas con un sencillo remate curvado con un perillón en el eje y sobre las pilastras. En el primer cuerpo está la Puerta Mayor con portón y a sus lados dos pilastras apareadas con nichos que contienen las esculturas de san Pedro y san Pablo.
En el eje del segundo cuerpo está la ventana del coro con arco trilobulado y una pequeña escultura de la Virgen de la Concepción, también enmarcada por dos pilastras y nichos con esculturas de San Francisco de Asís y santo Domingo de Guzmán. Entre las pilastras y las ventanas hay dos "ojos de buey" y debajo de ellos unos medios perillones adosados al muro. En el centro del remate se aprecia un escudo con las insignias pontificias.
Las torres consisten en tres cuerpos de planta cuadrada y muros lisos separados únicamente por un sencillo cornizuelo; sobre ellos hay dos cuerpos más, uno cuadrado y otro octagonal, ambos con pilastras estriadas y arcos de medio punto para alojar las campanas, rematados en una cupulilla bulbosa con cruz de piedra. La cúpula es sencilla con cuatro arbotantes dobles.

### El patio interior
En el patio interior se encuentra la capilla de Jesús Nazareno (actualmente Museo de Arte Sacro) que consiste en una sola nave cubierta con una bóveda de cañón en cuyo interior se aloja un pequeño coro. En su fachada presenta una espadaña de tres arcos con remate curvado con un perillón en el eje.

### El atrio
El atrio de la iglesia catedral consiste en una plataforma de 1.30 metros de altura con piso de ladrillo y mármol rodeada por un enrejado de hierro. A la derecha de la iglesia se localiza el edificio del Obispado, cuya fachada está compuesta por un portal con arcos que dan acceso al atrio.
El lugar es sede anual del Magno Concierto de Navidad, celebrado en el marco del Festival Cultural del Centro Histórico de San Francisco de Campeche y donde se han dado cita célebres cantantes de ópera y música clásica, tenores, orquestas y espectáculos internacionales.